# Воскресенське (Зілаїрський район)
Воскресе́нське (рос. Воскресенское, башк. Воскресенка) — село у складі Зілаїрського району Башкортостану, Росія. Входить до складу Юлдибаєвської сільської ради.
Населення — 159 осіб (2010; 188 в 2002).
Національний склад:
- башкири — 49%
- росіяни — 49%